# KLM Cityhopper
Pour les articles homonymes, voir KLC.
KLM Cityhopper (code AITA : WA ; code OACI : KLC) est une compagnie aérienne néerlandaise, filiale de KLM Royal Dutch Airlines à vocation régionale. Elle propose des vols exclusivement intra-européens opérés depuis l'aéroport d'Amsterdam-Schiphol, avec 49 appareils — construits par Embraer — pour 54 destinations. KLM Cityhopper réalise en moyenne 300 vols quotidiens, transportant 7 millions de passagers par an.

## Histoire

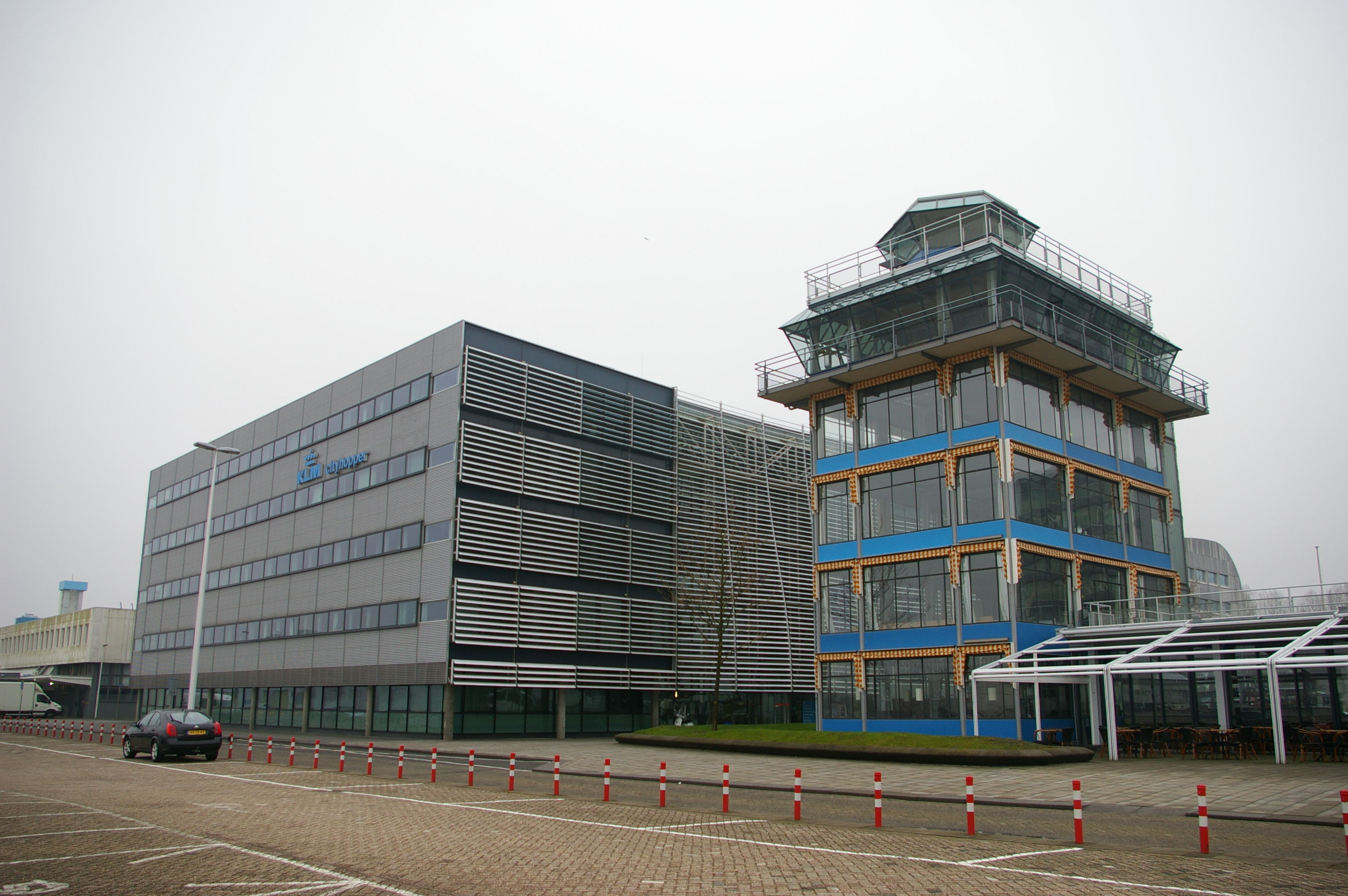
Siège social de la compagnie.

KLM Cityhopper est fondée en avril 1991 et commence ses opérations la même année. Elle résulte de la fusion de compagnies néerlandaises déjà existantes : NLM et Netherlines. De même, lors de la restructuration de KLM en 2002, la filiale KLM UK, anciennement Air UK, est rattachée à KLM Cityhopper.
Depuis cette date, KLM Cityhopper est détenue à 100 % par KLM et emploie environ 900 salariés en mai 2007. En 2020, elle compte 1 600 employés.

## Flotte

### Flotte actuelle

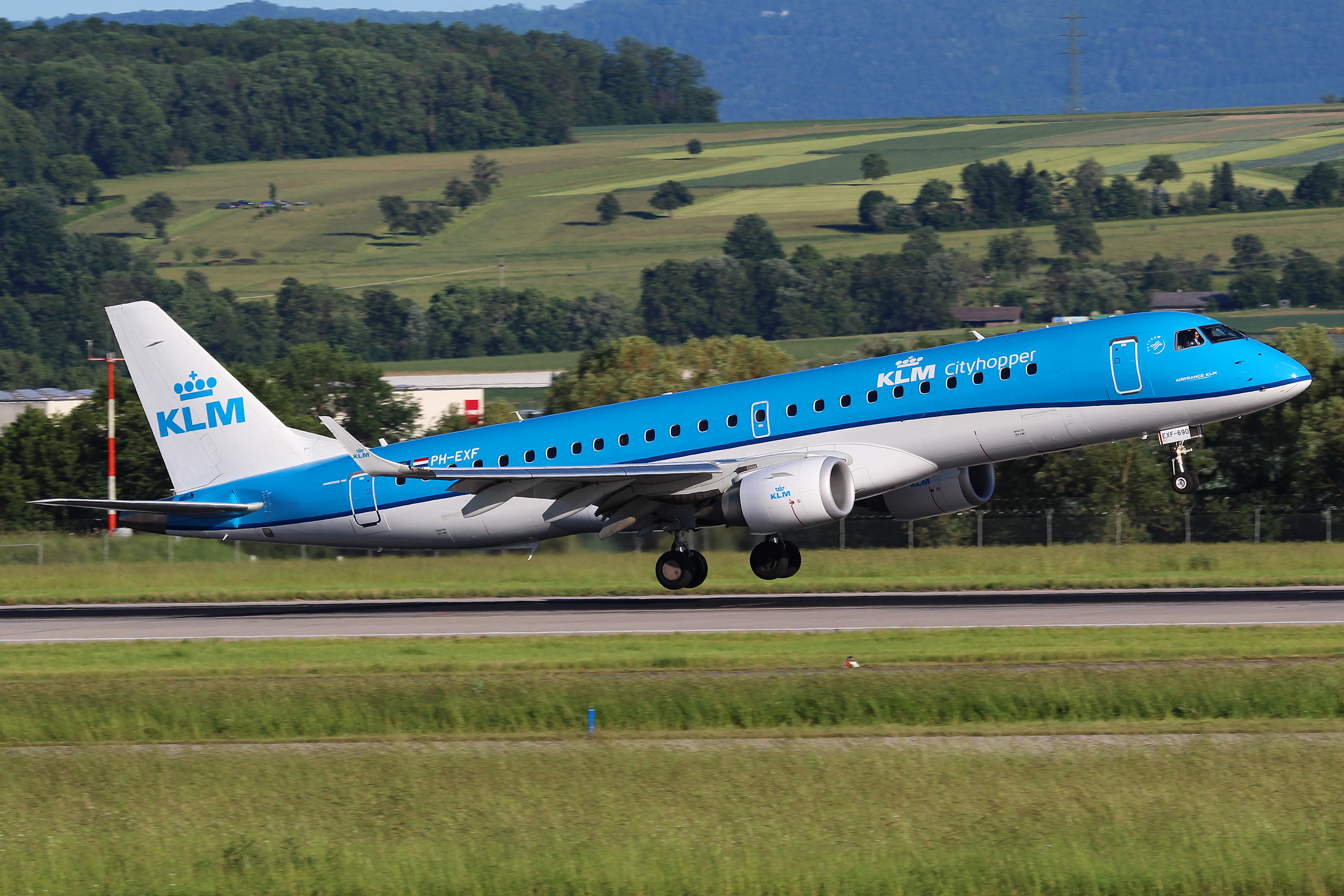
Embraer 190.

Au mois de août 2025, la flotte de KLM Cityhopper, d'une moyenne d'âge de 8,9 ans, est composée des appareils suivants :
- 17  Embraer 175 (88 passagers) ;
- 27 Embraer 190 (100 passagers) ;
- 23 Embraer 195-E2 (132 passagers).

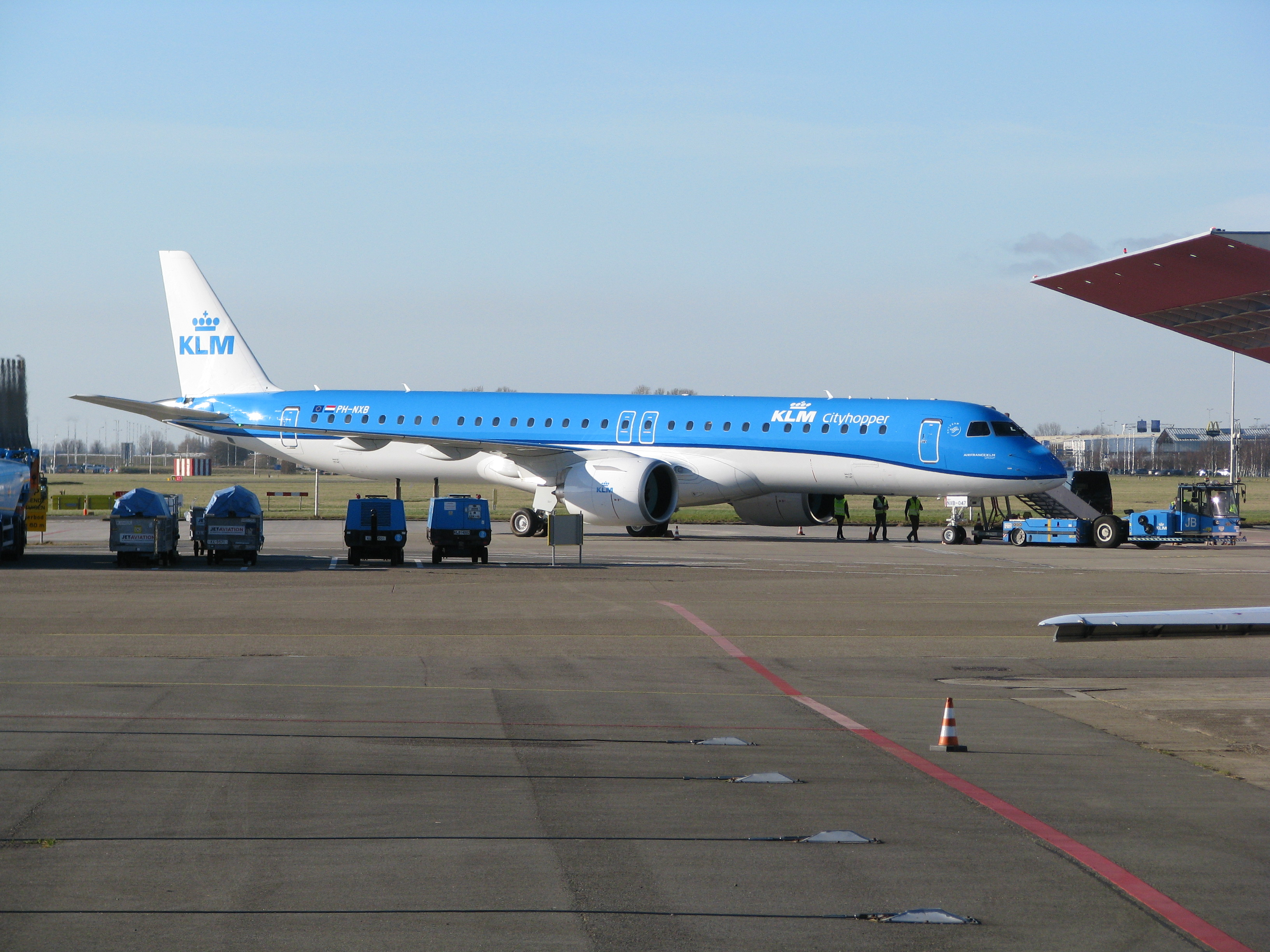
Embraer E195-E2 de KLM Cityhopper.

En novembre 2019, KLM Cityhopper passe commande de 21 Embraer 195-E2, pouvant embarquer jusqu'à 132 passagers, avec 14 supplémentaires en option. Les livraisons doivent commencer en 2021, avec cinq appareils, puis six en 2022, cinq en 2023 et cinq en 2024.

### Flotte historique
Fin mars 2015, la compagnie annonce la commande de 17 Embraer 175 pour remplacer les Fokker 70 âgés d'une vingtaine d'années, ainsi que deux Embraer 190 pour terminer le remplacement de ses Fokker 100. La flotte historique de la compagnie comprend :
- Fokker 27, mis en service en 1966 chez NLM, récupérés en 1991 et retirés du service la même année.
- Fokker 28, mis en service en 1978 chez NLM, récupérés en 1991 et retirés du service en 1996.
- Fokker 50, mis en service en 1991 et retirés du service en 2010.
- Fokker 70, mis en service en 1995 et retirés du service en 2017.
- Fokker 100, mis en service en 1991 et retirés du service en 2012.
- Saab 340, mis en service en 1990 chez Netherlines, récupérés en 1991 et retirés du service en 1998.

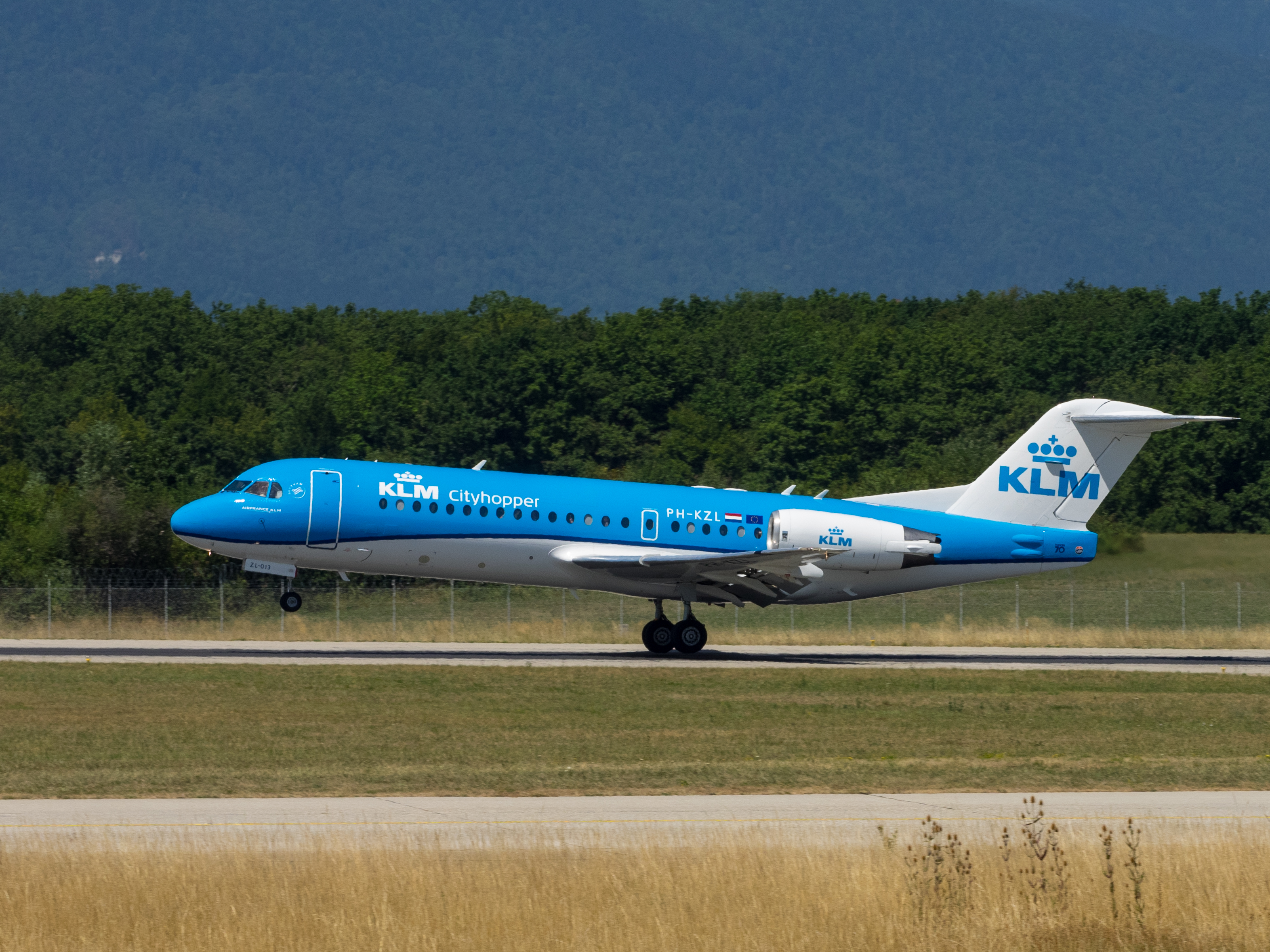
Fokker 70.